# Atua
Atua (ufficialmente in samoano: Ātua) è un distretto di Samoa. Comprendente la maggior parte del versante orientale dell'isola di Upolu, ha una popolazione (2016) di 22.769. Il capoluogo è Lufilufi.